# Rătăciți printre cuvinte
Lost in Translation este cel de al doilea film, după The Virgin Suicides (1999), regizat de cineasta Sofia Coppola în anul 2003. În România a rulat cu titlul Rătăciți printre cuvinte.

## Tema filmului
Acțiunea filmului are în centru două personaje: Bob Harris (Bill Murray) - un bătrân actor și Charlotte (Scarlett Johansson), o tânără absolventă de facultate care vor dezvolta o relație după o întâlnire întâmplătoare într-un hotel din Tokyo.
Filmul exploatează tema singurătății, a insomniei, a apatrizilor, a plictiselii într-un oraș modern japonez.

## Distribuție
- Bill Murray - Bob Harris
- Scarlett Johansson - Charlotte
- Giovanni Ribisi - John
- Anna Faris - Kelly
- Fumihiro Hayashi - Charlie Brown
- Akiko Takeshita - Dna. Kawasaki
- François Du Bois - pianistul
- Takashi Fujii - gazda TV
- Hiromix - ea însăși

## Premii
în anul 2003 filmul Lost in Translation a fost nominalizat la patru premii Oscar: cel mai bun regizor (Sofia Coppola), cel mai bun film, cel mai bun actor (Bill Murray), cel mai bun scenariu. Din pacate doar la una din secțiuni filmul a primit premiul, Sofia Coppola luând Oscarul pentru cel mai bun scenariu original.
La Premiile BAFTA, Scarlet Johansson a primit BAFTA pentru cea mai bună actriță. De asemenea Sofia Coppola a primit Premiul Globul de Aur pentru cel mai bun scenariu, iar Bill Murray a primit Premiul Globul de Aur pentru cel mai bun actor (muzical/comedie).

## Legături externe
- Site web oficial
- Lost in Translation la Internet Movie Database
- Lost in Translation la Allmovie
- Lost in Translation la Rotten Tomatoes
- Lost in Translation la Metacritic
- Lost in Translation la Box Office Mojo